# Tony Krier
Pour les articles homonymes, voir Krier.
Antoine (Tony) Krier (Hamm, 21 juillet 1906 – Howald (Luxembourg), 22 septembre 1994 ), est un photographe et journaliste luxembourgeois.

## Biographie
Tony Krier a été photographe de la Cour, a travaillé pour le journal Luxemburger Wort et publié des albums avec ses photos. Ses sujets étaient des portraits et des paysages. Très connus sont aussi les deux albums illustrés qu'il a publiés immédiatement après la Deuxième Guerre mondiale Luxembourg Martyr 1940-1945, et qu'il a consacrés aux villages luxembourgeois détruits  durant la Bataille des Ardennes. Lorsque la Haute Autorité de la CECA s'est établie en 1952 à Luxembourg, il a été, avec Théo Mey, un des reporters photographiques les plus actifs. Ses photos de cette époque ont été sauvegardées et continuent à figurer dans les grandes photothèques. 
Quelque 400 000 photos de lui sont archivées dans la Photothèque de la Ville de Luxembourg.

## Albums
- D'Jorhonnertfeier 1939 am Bild (centenaire de 1939)
- (avec Pierre Hentges et Joseph Kanivé - textes) Luxembourg Martyr 1940-1945, 2 tomes, 1945-1946.
- Le Souverain et son peuple (1965)
- (avec Jemmy Koltz) Les châteaux historiques du Luxembourg (1975)
- La vie d'une grande dame (1986)

## Référence
- (lb) Cet article est partiellement ou en totalité issu de l’article de Wikipédia en luxembourgeois intitulé « Tony Krier » (voir la liste des auteurs).